# The Carol Burnett Show
The Carol Burnett Show is een Amerikaanse variétéshow op televisie van de zender CBS en liep van 11 september 1967 tot 29 maart 1978. Hoofdactrice en gastvrouw van de serie was Carol Burnett.
Vicki Lawrence is het enige andere lid van de cast dat gedurende hele serie meespeelde. Harvey Korman verliet de serie voor het laatste seizoen en werd vervangen door Dick Van Dyke. De serie bestond uit sketchen en de vaste cast speelde telkens andere personages, er kwam ook een hele reeks gastacteurs aan te pas. Enkele onvergetelijke sketches waren Went with the wind (een parodie op Gone with the Wind), As the Stomach Turns (een parodie op de soap As the World Turns, Carol & Sis, Mrs. Wiggins, The Family (waar nog een spin-off op zou volgen, Mama's Family).

## Bekende gastacteurs

### Seizoen 1 (1967-1968)
- Jim Nabors (verscheen in elke eerste aflevering van het seizoen)
- Sid Caesar
- Liza Minnelli
- Jonathan Winters
- Eddie Albert
- Lucille Ball
- Tim Conway
- Gloria Loring
- Imogene Coca
- Lainie Kazan
- Phyllis Diller
- Gwen Verdon
- Bobbie Gentry
- The Smothers Brothers
- Diahann Carroll
- Richard Kiley
- Nanette Fabray
- Sonny & Cher
- Richard Chamberlain
- Juliet Prowse
- Martha Raye
- Don Adams
- Lesley Ann Warren
- Barbara Eden
- Leonard Nimoy
- Mickey Rooney
- John Davidson
- Ella Fitzgerald
- Lynn Redgrave
- Mike Douglas
- Lana Turner
- Frank Gorshin
- Trini Lopez
- Ken Berry
- George Chakiris
- Shirley Jones
- Dionne Warwick
- Jack Palance
- Betty Grable
- Art Carney
- Garry Moore
- Durward Kirby
- John Gary
- Mel Tormé
- Jack Jones
- Soupy Sales
- Peter Lawford
- Minnie Pearl
- Shani Wallis
- Barbara McNair

### Seizoen 2 (1968-1969)
- Jim Nabors
- Martin Landau
- Barbara Bain
- Carol Channing
- Nanette Fabray
- Trini Lopez
- George Gobel
- Bobbie Gentry
- Edie Adams
- Tim Conway
- Lucille Ball
- Eddie Albert
- Nancy Wilson
- Mel Tormé
- Don Rickles
- Sid Caesar
- Ella Fitzgerald
- Garry Moore
- Durward Kirby
- Michele Lee
- Flip Wilson
- Imogene Coca
- Vic Damone
- Eileen Farrell
- Marilyn Horne
- Mickey Rooney
- Emmaline Henry
- Roland Winters
- Perry Como
- Martha Raye
- Chita Rivera
- Ken Berry
- Shirley Jones
- Soupy Sales
- Barbara McNair
- Ethel Merman
- Ross Martin
- John Davidson
- Mike Douglas
- Barrie Chase
- Larry Hovis
- Ronnie Schell
- Vikki Carr
- Robert Goulet
- Jimmie Rodgers

### Seizoen 3 (1969-1970)
- Jim Nabors
- Nancy Wilson
- Bernadette Peters
- Steve Lawrence
- Edward Villella
- Bobbie Gentry
- Ken Berry
- Tim Conway
- Kay Medford
- Gwen Verdon
- Pat Boone
- Bing Crosby
- Ella Fitzgerald
- Rowan eb Martin
- Andy Griffith
- Merv Griffin
- Lucille Ball
- George Carlin
- Martha Raye
- Garry Moore
- Durward Kirby
- Donald O'Connor
- Kaye Stevens
- Audrey Meadows
- Nanette Fabray
- Flip Wilson
- Vikki Carr
- Soupy Sales
- Mel Tormé
- Ronald Reagan
- Barbara Feldon
- Joan Rivers
- Pat Carroll
- Jack Jones
- Jane Connell
- Trini Lopez
- Ronnie Schell
- Peggy Lee
- Michele Lee

### Seizoen 4 (1970-1971)
- Jim Nabors
- Cass Elliott
- Pat Paulsen
- Nanette Fabray
- Steve Lawrence
- Eydie Gormé
- Joan Rivers
- Ken Berry
- Lucille Ball
- Mel Tormé
- Donald O'Connor
- Bernadette Peters
- Ricardo Montalbán
- Juliet Prowse
- Martha Raye
- Ross Martin
- Dyan Cannon
- Paul Lynde
- Debbie Reynolds
- Don Rickles
- Durward Kirby
- Pat Carroll
- Robert Goulet
- Rich Little
- Art Carney
- Jerry Lewis
- Leslie Uggams
- Michele Lee
- Edward Villella
- Violette Verdy
- Rita Hayworth
- Totie Fields
- Chita Rivera
- Bob Newhart
- Tim Conway
- Mike Douglas
- David Frost
- Eileen Farrell
- Marilyn Horne

### Seizoen 5 (1971-1972)
- Jim Nabors
- Tim Conway
- The Carpenters
- Steve Lawrence
- Carol Channing
- Ken Berry
- Cass Elliott
- Peggy Lee
- Dom DeLuise
- Diahann Carroll
- Bing Crosby
- Paul Lynde
- Bernadette Peters
- Nanette Fabray
- Mel Tormé
- Eydie Gormé
- Shecky Greene
- Andy Griffith
- Barbara McNair
- Dionne Warwick
- Dick Martin
- Ray Charles
- Vincent Price
- Kaye Ballard
- Burt Reynolds
- Jack Klugman
- Tony Randall
- Karen Black

### Seizoen 6 (1972-1973)
- Jim Nabors
- Carol Channing
- Marty Feldman
- Andy Griffith
- Helen Reddy
- Steve Lawrence
- Paul Sand
- Eydie Gormé
- Jack Gilford
- Joel Grey
- Cass Elliott
- Tim Conway
- Pearl Bailey
- Peggy Lee
- Jerry Stiller en Anne Meara
- Lily Tomlin
- Ruth Buzzi
- John Davidson
- Ray Charles
- Vincent Price
- Carl Reiner
- Melba Moore
- Anthony Newley
- Bernadette Peters
- Jack Cassidy
- Kaye Ballard
- Petula Clark
- John Byner
- Valerie Harper
- Ken Berry
- David Hartman
- Paula Kelly
- William Conrad

### Seizoen 7 (1973-1974)
- Jim Nabors
- Tim Conway
- Charo
- Petula Clark
- Gloria Swanson
- Helen Reddy
- John Byner
- Eydie Gormé
- Paul Sand
- Jack Weston
- Ruth Buzzi
- Richard Crenna
- Anthony Newley
- Dick Martin
- Carl Reiner
- Vincent Price
- Joel Grey
- Bernadette Peters
- Roddy McDowall
- The Jackson 5

### Seizoen 8 (1974-1975)
- Jim Nabors
- Steve Lawrence
- James Coco
- Jack Weston
- Michele Lee
- Telly Savalas
- The Smothers Brothers
- Eydie Gormé
- Rich Little
- Alan King
- Lena Zavaroni
- John Byner
- Kenneth Mars
- Helen Reddy
- Maggie Smith
- Tim Conway
- Carl Reiner
- Ken Berry
- Alan Alda
- Vincent Price
- Joan Rivers
- William Conrad
- The Jackson 5
- The Pointer Sisters
- Rock Hudson
- Nancy Walker
- Wayne Rogers
- Buddy Ebsen
- Roddy McDowall
- Bernadette Peters
- Sally Struthers
- Jean Stapleton
- Phil Silvers

### Seizoen 9 (1975-1976)
- Jim Nabors
- Sammy Davis jr.
- Cher
- Shirley MacLaine
- Bernadette Peters
- Maggie Smith
- The Pointer Sisters
- Roddy McDowall
- Betty White
- Eydie Gormé
- Jessica Walter
- Steve Lawrence
- Rita Moreno
- Emmett Kelly
- The Jacksons
- Joanne Woodward
- Dick Van Dyke
- Tony Randall
- Jack Klugman

### Seizoen 10 (1976-1977)
- Jim Nabors
- Sammy Davis jr.
- Madeline Kahn
- Steve Lawrence
- Roddy McDowall
- Dinah Shore
- Ken Berry
- The Pointer Sisters
- Alan King
- Betty White
- Dick Van Dyke
- Glen Campbell
- Rock Hudson
- Helen Reddy
- Eydie Gormé
- Ben Vereen
- Hal Linden
- Neil Sedaka

### Seizoen 11 (1977-1978)
- Jim Nabors
- Steve Lawrence
- Nancy Dussault
- Ken Berry
- Ben Vereen
- Bernadette Peters
- Rock Hudson
- Helen Reddy
- Roddy McDowall
- Eydie Gormé
- Captain and Tennille
- Natalie Cole
- Betty White
- Steve Martin
- James Garner
- George Carlin
- James Stewart